# Bovadzor
Bovadzor (in armeno Բովաձոր?) è un comune di 326 abitanti (2001) della Provincia di Lori, in Armenia.